# Jennifer Love Hewitt
Jennifer Love Hewitt, ameriška igralka, producentka in pevka, *21. februar 1979, Waco, Teksas, Združene države Amerike.
Jennifer Love Hewitt je svojo kariero začela kot otroška igralka in pevka s pojavljanjem v televizijskih reklamah na nacionalni televiziji. Zatem se je pridružila ekipi serije Kids Incorporated na Disney Channel med letoma 1989 in 1991. Preboj je doživela v vlogi Sarah Reeves Merrin v Foxovi najstniški drami Party of Five (1995-1999), kot Julie James v grozljivki I Know What You Did Last Summer iz leta 1997 in nadaljevanju iz leta 1998 pa se je uvrstila med najstniške zvezde. Status je še utrdila vloga Amande Beckett v najstniški komediji Can't Hardly Wait leta 1998.
Med druge odmevne filme, v katerih je nastopila, spadajo Heartbreakers (2001), Tuxedo (2002) in dva filma o mačku Garfieldu (2004 in 2006). V CBS-ovi dramski seriji Šepetalka duhov, ki so jo predvajali med letoma 2005 in 2010, je nastopala v naslovni vloge Melinde Gordon. Bila je tudi Riley Parks v Lifetimovi dramski seriji The Client List (2012-2013), posebna agentka Kate Callahan v kriminalni CBS-ovi drami Zločinski um (2014-2015) in Maddie Buckley v policijski FOX-ovi seriji 9-1-1 (od leta 2018). Za vlogo v pilotskem filmu The Client List iz leta 2010 je bila nominirana za zlati globus za najboljšo igralko v miniseriji ali televizijskem filmu.
V glasbeni karieri je Hewittova do danes izdala štiri studijske albume. Po debitantskem albumu Love Songs (1992), ki ga je pri 12-ih letih izdala le na Japonskem, je posnela še Let's Go Bang (1995), Jennifer Love Hewitt (1996) in BareNaked (2002), ki je pozneje postal njen najbolj priljubljen album, ki se je edini uvrstil tudi na glasbene lestvice v ZDA, saj je na lestvici Billboard 200 kot najboljšo uvrstitev dosegel 37. mesto. Njen najuspešnejši singel na lestvici Billboard Hot 100 je bil leta 1999 How I Deal, ki je dosegel 59. mesto. Ob glasbi in igranju je delovala tudi kot producentka pri nekaterih filmskih in televizijskih projektih. Pojavila se je tudi na seznamih najlepših žensk na svetu več revij.

## Zgodnje življenje
Jennifer Love Hewitt se je rodila v Wacu v Teksasu. Mama Patricia Mae (rojena Shipp) je bila logopedinja, oče Herbert Daniel Hewitt pa medicinski tehnik. Odraščala je v mestu Nolanville v osrednjem Teksasu, ima pa bližnje sorodnike tudi v delih Arkansasa. Po ločitvi staršev je njo in njenega starejšega brata Todda vzgajala mama.
Že kot mlado dekle jo je privlačila glasba, kar je pripomoglo k njenim prvim srečanjem z zabavno industrijo. Pri treh letih je že odpela pesem The Greatest Love of All na javni prireditvi. Naslednje leto je zabavala občinstvo v plesni dvorani neke restavracije z izvedbo skladbe Help Me Make it Through the Night. Pri petih letih je že obiskovala ure stepa in baleta. Ko je bila stara devet let, je postala članica ekipe Texas Show Team, ki je gostovala tudi v Sovjetski zvezi.
Pri desetih letih so jo ob osvojitvi naslova zmagovalke teksaških malih talentov opazili iskalci talentov. Na njihov predlog se je z mamo preselila v Los Angeles, da bi nadaljevala kariero tako v igralskih kot tudi pevskih vodah. V Los Angelesu je obiskovala srednjo šolo Lincoln, kjer je bil njen sošolec tudi Jonathan Neville, ki je pozneje postal iskalec talentov in ki jo je tudi priporočil za vlogo v Party of Five.

## Zasebno življenje

### Razmerja in družina
V devetdesetih letih in v prvem desetletju 21. stoletja je bila Hewittova v razmerju z več znanimi osebnostmi, med njimi so Joey Lawrence, Will Friedle, Carson Daly, Rich Cronin, Patrick Wilson, John Mayer in Jamie Kennedy.
Leta 2005 je Hewittova po začetku snemanja serije Šepetalka duhov začela razmerje s škotskim igralcem Rossom McCallom. Novembra 2007 sta se med počitnicami na Havajih zaročila. Konec leta 2008 je revija People poročala, da sta zaroko razdrla.
Pozneje se je skrivno poročila z igralcem Brianom Hallisayjem, ki ga je spoznala na snemanju serije The Client List. Novembra 2013 se jima je rodila hči Autumn James, junija 2015 pa še sin Atticus James.

## Diskografija

### Studijski albumi
- Love Songs (1992)
- Let's Go Bang (1995)
- Jennifer Love Hewitt (1996)
- BareNaked (2002)

### Avtorica
- The Day I Shot Cupid (2010)

### Soavtorica
- Jennifer Love Hewitt's Music Box (2009–10) (ustvarjalka)